# Accidents Will Happen
Accidents Will Happen é um filme de drama estadunidense dirigido por William Clemens e escrito por George Bricker e Anthony Coldeway. O filme é estrelado por Ronald Reagan, Gloria Blondell, Dick Purcell, Sheila Bromley, Addison Richards, Hugh O'Connell e Janet Shaw. Foi lançado pela Warner Bros. em 9 de abril de 1938.
Na época do lançamento, a imprensa publicava inúmeros artigos sobre casos de fraude em seguros, semelhantes às retratadas no filme.

## Elenco
- Ronald Reagan como Eric Gregg
- Gloria Blondell como Patricia Carmody
- Dick Purcell como Jim Faber
- Sheila Bromley como Nona Gregg
- Addison Richards como Blair Thurston
- Hugh O'Connell como John Oldham
- Janet Shaw como Mary Tarlton
- Elliott Sullivan como Burley Thorne
- Anderson Lawler como F.R. Dawson
- Spec O'Donnell como 'Specs' Carter
- Kenneth Harlan como Attorney Elmer Ross
- Don Barclay como Martin Dorsey
- Earl Dwire como Dr. Faris